# 김형주 (유도 선수)
김형주(金炯周, 1976년 3월 14일 ~ )는 대한민국 남자 유도 선수로 하프 라이트급에 출전했다. 아내인 이은희도 유도 선수다.